# Honda VFR 400
La Honda VFR 400 è un motociclo prodotto dalla casa motociclistica giapponese Honda tra il 1986 e il 1994.

## Descrizione e contesto
La moto è una sportiva della famiglia VFR, dotata di un propulsore dalla cilindrata di 399 cm³ a quattro cilindri. La VFR 400 prende il nome dal suo motore V4 avente angolo tra le bancate di 90°, con distribuzione a cascata d'ingranaggi che muovono i doppio albero a camme in testa e le 16 valvole. Il quattro cilindri ha un alesaggio di 55 mm e una corsa di 42 mm, con un rapporto di compressione di 11:1.  
La moto si articolava in più serie caratterizzata sempre dal medesimo propulsore V4 da 399 cc, che derivava dai modelli VFR più grandi dell'epoca. Venne principalmente sviluppata e venduta nel mercato giapponese, in parte a causa delle restrizioni sulla patente di guida per i motociclisti nipponici dell'epoca per le moto che superavano i 400 cc di cilindrata.
Al di fuori del Giappone, la VFR400R (NC30) fu ufficialmente importata nel Regno Unito per quattro anni. Questo modello fu anche importato ufficialmente (in numero molto limitato) e venduto per alcuni anni anche in Austria, Francia e Germania.

## Storia
La prima generazione della VFR 400 denominata NC21 (1986-1987), andava a sostituire la VF 400F.

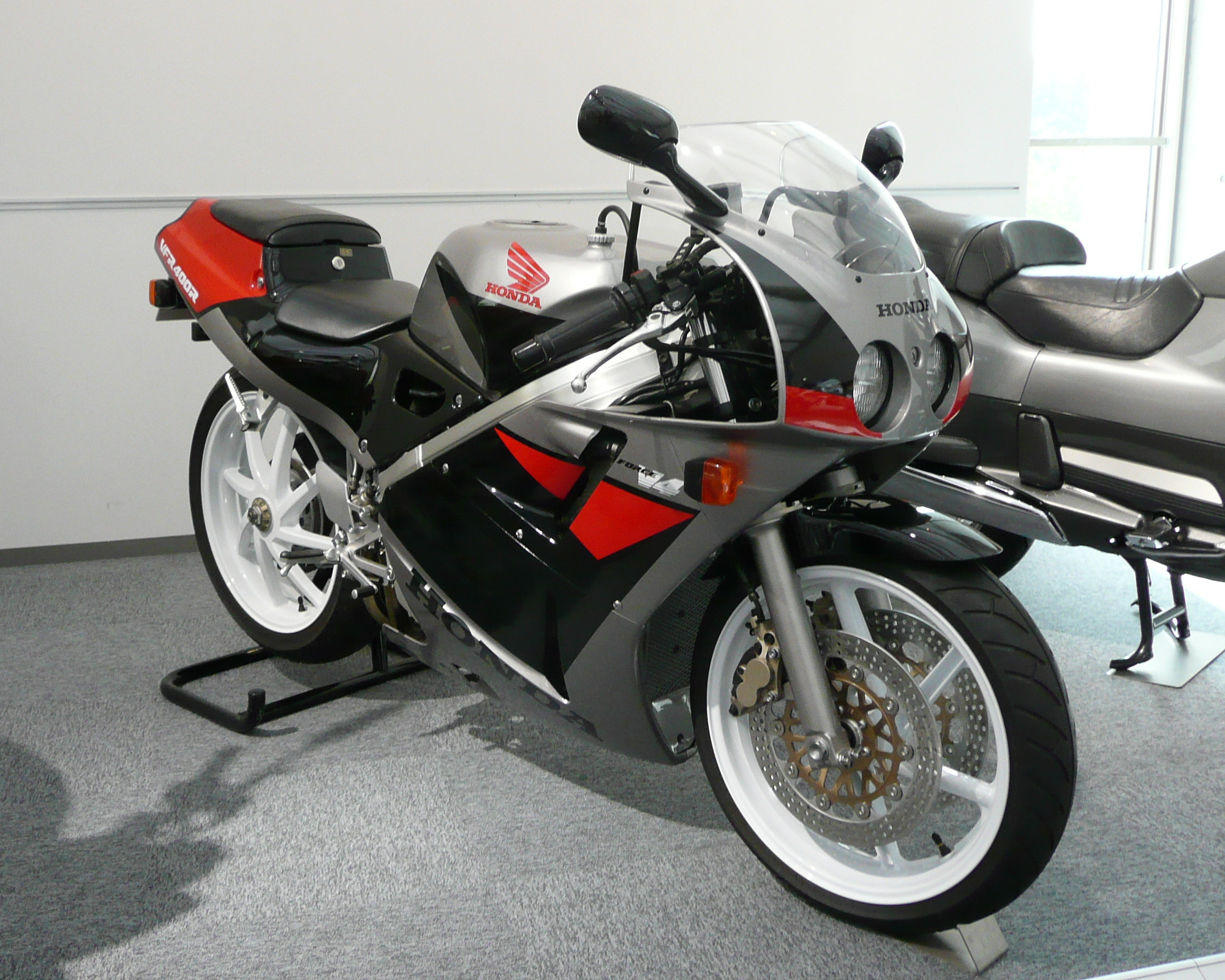
VFR400R NC30 1989

Questo modello è disponibile in 4 varianti: "R", "Z", "K" e una versione per la polizia con la designazione "P". Il modello "R" (VFR 400R) è il più comune, aveva la carenatura completa e un solo faro. Il modello "Z" aveva solo le carenature laterali e 2 fanali tondi. La "K" e la "P" avevano entrambe un unico faro rotondo e montanti sul manubrio.
Tutte le denominazioni avevano una sella monopezzo per pilota e passeggero, ruote in lega a 3 razze, telaio in alluminio con telaietto posteriore in acciaio e un tradizionale forcellone oscillante in alluminio con ammortizzatore singolo. La frizione era azionata idraulicamente e la forcella anteriore presentava il sistema Honda TRAC (Torque Reactive Anti-dive Circuit) con smorzamento regolabile. Il motore era una versione con manovellismo a 180° e limitatore fissato a 13000 giri/min sulla "R", mentre sulle "Z", la "K" e la "P" a 14000 giri/min. 
La seconda generazione, chiamata NC24 venne prodotta nel 1987 e 1988, adottava un particolare forcellone monobraccio posteriore Pro-Arm progettato dalla ELF e fu una delle prime motociclette Honda di produzione a utilizzare questo sistema. La frizione ad azionamento idraulico venne sostituita con una a cavo. Cambiarono anche ruote in fusione d'alluminio, avente ora 8 razze al posteriore e 6 all'anteriore; inoltre il silenziatore di scarico sul lato destro venne montato più in alto. La sella divenne separata per pilota e passeggero e il limitatore fu spostato a 14000 giri/min.
La terza generazione denominata NC30 fu sottoposta a molteplici modifiche stilistiche, in particolare i fari divennero rotondi su tutte le versioni e di dimensioni più piccole, il silenziatore venne spostato sul lato sinistro. Questo modello vide l'introduzione di un nuovo motore con ordine d'accensione a 360° e la linea rossa del contagiri venne alzata a 14500 giri/min. La NC30 venne prodotta tra il dicembre 1988 e il 1994.
La VFR 400R NC30 venne sostituita dalla RVF 400R NC35, prodotta tra il 1994 e il 1996.